# Старий Байбек
Старий Байбе́к (рос. Старый Байбек) — присілок у складі Шарканського району Удмуртії, Росія.

## Населення
Населення — 56 осіб (2010; 66 у 2002).
Національний склад станом на 2002:
- удмурти — 100 %

## Урбаноніми[3]
- вулиці — Молодіжна